# Porto Viro
Porto Viro (Porto Viro in veneto) è un comune italiano di 13 718 abitanti della provincia di Rovigo in Veneto, situato a 35 chilometri a est del capoluogo al centro del Parco Regionale del Delta del Po.
Il comune fu istituito per la prima volta durante il regime fascista nel 1928, con il nome di Taglio di Porto Viro, e sciolto nel 1937. Il 1º gennaio 1995 il comune è stato ricostituito, in seguito a referendum, accorpando i comuni di Donada e Contarina.

## Geografia fisica

### Territorio
Il comune di Porto Viro si trova nel delta del fiume Po, racchiuso tra il ramo principale del Po di Venezia, il Po di Maistra, un ramo del Po di Levante e il Mare Adriatico.
Il territorio del comune si trova in parte sotto il livello del mare e include diverse spiagge e molta campagna, fertile per la sua natura alluvionale, valli palustri, lagune e formazioni chiamate "scanni" (isolotti sabbiosi che si creano per deposito dei detriti del fiume).

### Clima
Il comune fa parte della zona climatica E.

## Storia
Il comune, nato ufficialmente solo nel 1995, prende il nome dal luogo in cui venne realizzato il taglio del Po, alla foce del Gaurus, uno dei numerosi canali che si sviluppavano nella zona. Il toponimo Porto Viro deriva dal termine viero cioè "grande cesto di vimini che immerso nell' acqua tiene vivi i pesci, spec. anguille, destinati al consumo.", il termine lo si deve ad un piccolo villaggio lacustre di pescatori (già esistente nell'attuale borgata "Vallina" di Taglio di Po) utilizzato anche come vivaio dalla contigua Comunità di Loreo, prima del taglio di Porto Viro nel 1604 ad opera della Serenissima. 
Non ci sono prove archeologiche dell'età del bronzo né tantomeno dell'età del ferro. Sotto il controllo di Adria ne seguì tutte le vicissitudini, passando per il controllo degli etruschi, dei greci e dei romani che qui fecero passare la via Popilia-Annia.
Durante l'epoca medievale, sempre sotto il controllo del Vescovo di Adria, con il nome di Ostium Carbonaire, la zona subì uno sconvolgimento per la rottura degli argini del Po. In questo periodo la Repubblica di Venezia guadagnò il controllo della zona e la pose sotto il controllo del castello di Loreo.
Qui i due nobili veneti Donà e Contarini costruirono le loro ville intorno alle quali si svilupparono i borghi di Contarina e Donada.
All'inizio del Seicento cominciarono i lavori che la Serenissima Repubblica realizzò per evitare l'interramento della laguna di Venezia; i due centri conobbero una notevole crescita che portò il vescovo di Chioggia a renderli autonomi da Loreo: Contarina nel 1665, Donada nel 1680.
L'arrivo degli Asburgo portò anche la bonifica e la costruzione di quelle fornaci che ancora caratterizzano il territorio del basso polesine.
Nel 1928 le due cittadine vennero unificate per iniziativa dell'ammiraglio Luigi Arcangeli e il loro sviluppo prese nuova energia tanto che nel 1937, probabilmente sotto la spinta di Adria, che ne cominciava a temere l'importanza, per Regio Decreto vennero nuovamente divise.
L'ultima tragedia che colpì il comune di Porto Viro fu la tremenda alluvione del 1951 che sommerse il Polesine per la rottura degli argini del fiume Po. L'alluvione causò una massiccia emigrazione. In quegli stessi anni, inoltre, la campagna di estrazione del metano provocò un abbassamento del suolo tale da compromettere la sicurezza idraulica della zona, tanto che l'estrazione stessa venne fermata.
Con decreto del presidente della Repubblica Carlo Azeglio Ciampi, datato al 12 novembre 2001, Porto Viro si può fregiare del titolo di città in virtù dell'importanza storica e civica.

### Simboli
(Descrizione araldica dello stemma)
(Descrizione araldica del gonfalone)

## Società

### Evoluzione demografica
La popolazione è diminuita sensibilmente dal dopo guerra fino ad raggiungere 13 763 abitanti. Dal 1936 la migrazione, dovuta alla mancanza di lavoro ed alla scarsa presenza di industrie e servizi, ha portato quasi a dimezzare la popolazione presente nel comune. Abitanti censiti

### Etnie e minoranze straniere
Al 31 dicembre 2022 vi sono 763 stranieri, pari al 5,45% della popolazione.

## Ambiente
Con la legge regionale n. 36 dell'8 settembre 1997, la Regione del Veneto ha istituito il Parco Regionale Veneto del Delta del Po, un ambiente unico, dove la vita del fiume si presenta nel pieno del suo splendore: la flora e la fauna delle valli da pesca e delle rive rimangono intatte.
Porto Viro ne rappresenta il maggiore centro abitato.
Particolarmente caratteristico lo Scanno Cavallari, isolotto alluvionale situato di fronte a Porto Levante, conserva un ambiente naturale e incontaminato, mentre un tempo ospitava poderi, abitazioni e fabbricati rurali, il tutto abbandonato sessant'anni fa a seguito dell'abbassamento del suolo e conseguente parziale sommersione.

### Volta Grimana
In questa località del comune, è sita una conca di navigazione sul sistema di navigazione fluviale Fissero-Tartaro-Canalbianco, chiamato anche Collettore Padano, posta sul delta del fiume Po e quindi vicino al mare Adriatico. Il luogo è noto perché vi sorge l'oasi naturalistica di 10 km² denominata appunto "Oasi di Volta Grimana", inserita nell'ambito del parco naturalistico del delta del fiume Po.

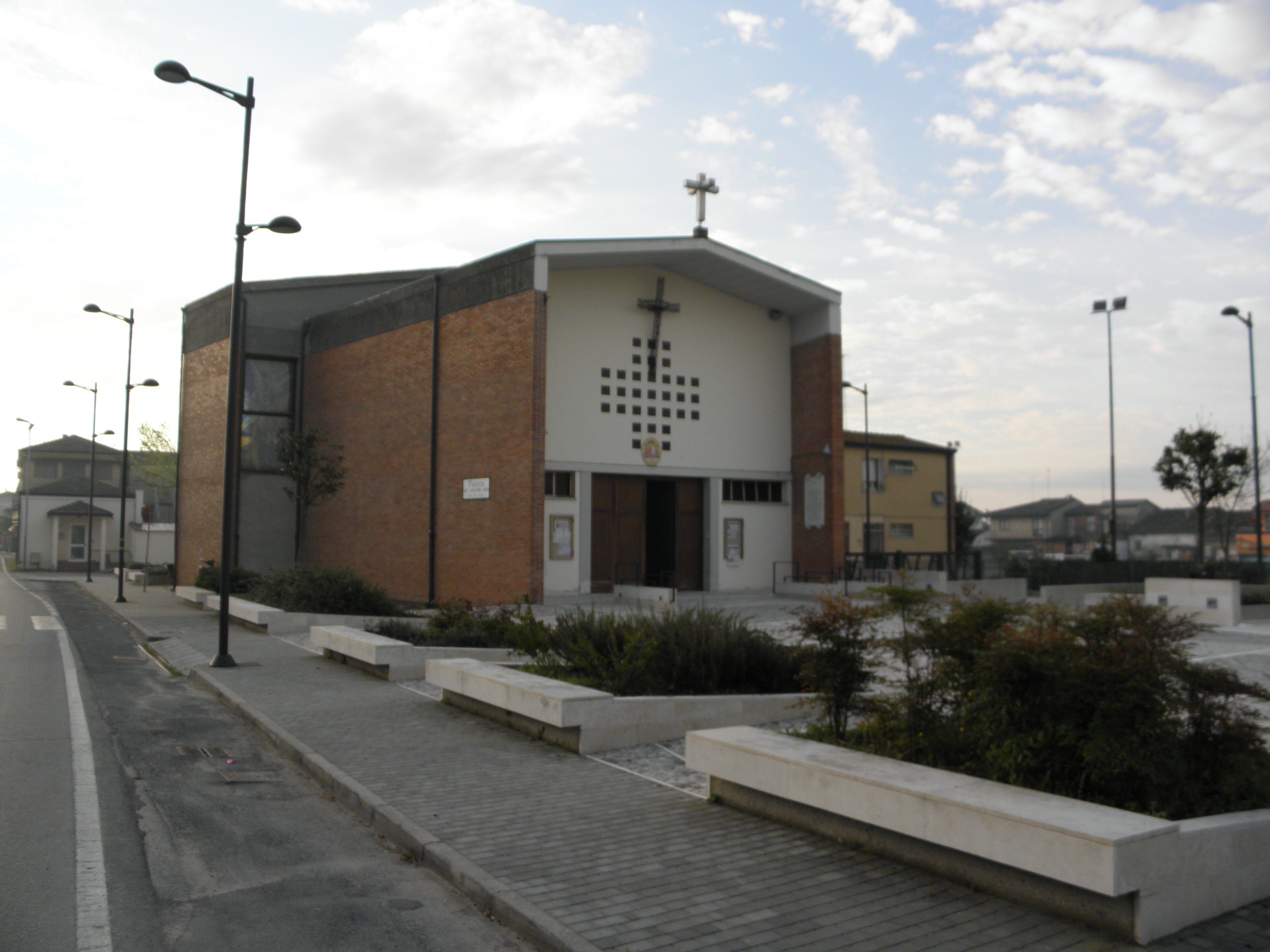
Chiesa di San Pio X di Porto Viro

## Monumenti e luoghi d'interesse

### Architetture religiose

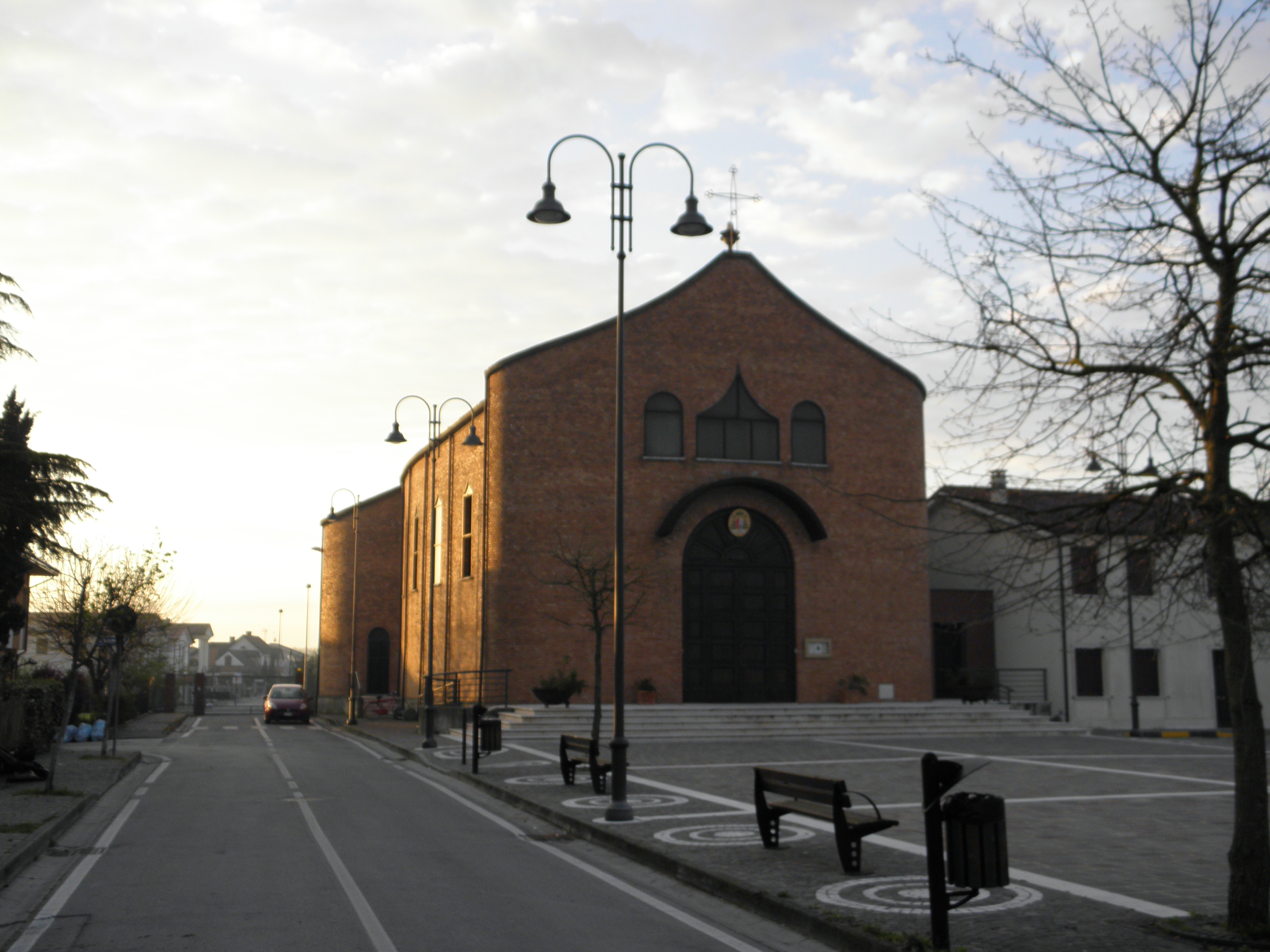
Chiesa di Santa Maria Madre della Chiesa

- Chiesa di Santa Maria Madre della Chiesa, in località Scalon.[10]
- Chiesa di San Bartolomeo Apostolo, in località Contarina.[11]
- Chiesa della Visitazione di Maria Santissima, in località Donada.[12]
- Chiesa di San Pio X, in località Taglio di Donada.[13]
- Chiesa di San Giovanni Battista nella frazione di Cà Cappello.

### Altro

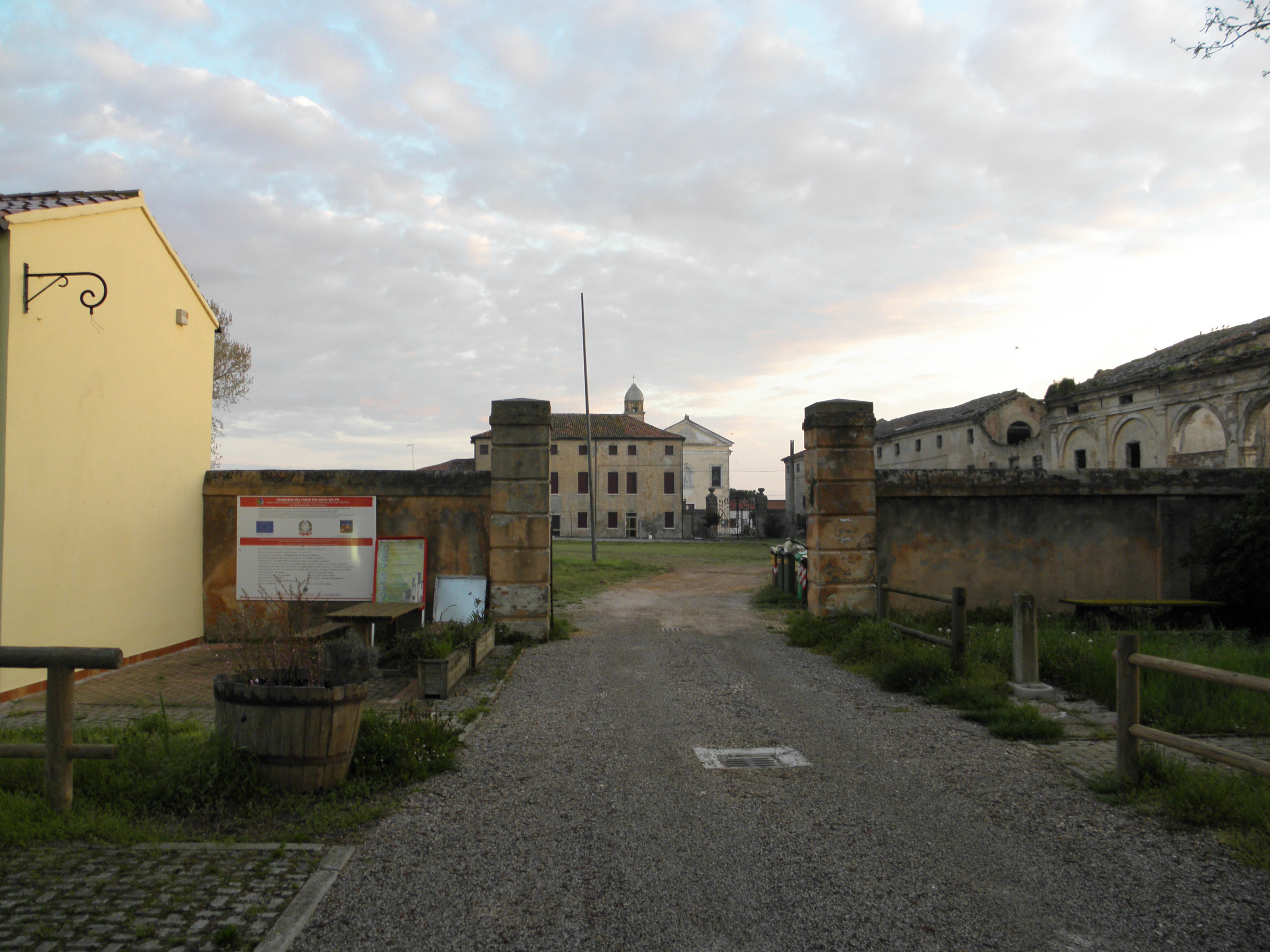
Corte dei Cappello con la chiesa di San Giovanni Battista

- Sala Eracle, spazio della città adibito ad attività teatrali.
- Villa Contarini-Carrer, il più antico palazzo di Porto Viro, costruito nel XVII secolo dalla nobile famiglia locale dei Contarini.
- Museo della Corte di Ca' Cappello, piccolo museo dedicato alla cultura contadina.
- Museo delle api - Centro apicoltura di Ca' Cappellino, esposizione sull'apicoltura
- Monumento ai Caduti della prima guerra mondiale, frazione di Contarina, opera del bolognese Gaetano Samoggia realizzata nel 1922.
- Monumento ai Caduti della seconda guerra mondiale, realizzato con frammenti di bombe di quel periodo. Raffigura un soldato che protegge un bambino.

## Geografia antropica

### Frazioni
Secondo lo statuto, il comune riconosce come tali cinque frazioni (capoluogo incluso), ma si precisa che alcune di esse comprendono più località distinte:
- Porto Viro: Contarina, Donada, Fornaci, Murazze, Portesin, Scalon, Taglio di Donada (quartieri); Ca' Giustinian, Ca' Pesara, Mea (località);
- Ca' Cappellino: Veniera;
- Villaregia: Ca' Cornera, Ca' Pisani, Scanarello;
- Porto Levante;
- Ca' Cappello.

## Amministrazione

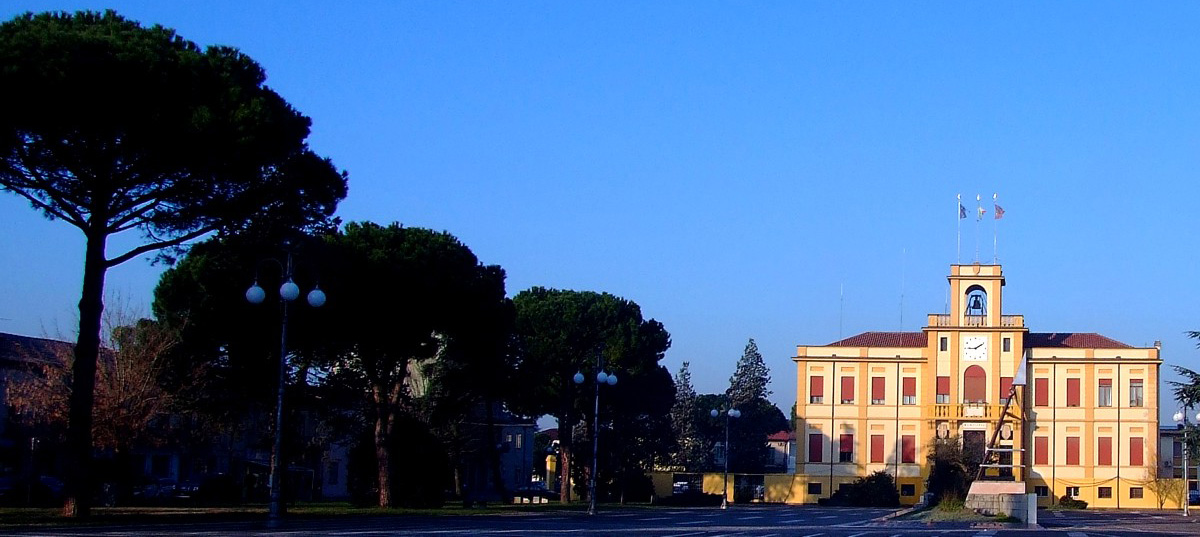
Il palazzo comunale in Piazza della Repubblica.

| Periodo | Periodo   | Primo cittadino          | Partito                                            | Carica                  | Note   |
| ------- | --------- | ------------------------ | -------------------------------------------------- | ----------------------- | ------ |
| 1995    | 1999      | Giovanni Franchi         | Lista civica (Centro-sinistra)                     | Sindaco                 |        |
| 1999    | 2004      | Doriano Mancin           | Lista civica (Centro-destra)                       | Sindaco                 |        |
| 2004    | 2009      | Doriano Mancin           | Lista civica (centro-destra)                       | Sindaco                 |        |
| 2009    | 2014      | Geremia Giuseppe Gennari | Lista civica (centro-destra)                       | Sindaco                 |        |
| 2014    | [2016     | Thomas Giacon            | Lista civica "La tua Porto Viro" (centro-sinistra) | Sindaco                 |        |
| 2016    | 2017      | Carmine Fruncillo        |                                                    | Commissario prefettizio |        |
| 2017    | 2022      | Maura Veronese           | Lista civica                                       | Sindaco                 |        |
| 2022    | 2024      | Valeria Mantovan         | Lista civica (centro-destra)                       | Sindaco                 | [ 14 ] |
| 2024    | 2025      | Thomas Giacon            | Lista civica (centro-destra)                       | Vicesindaco f.f.        |        |
| 2025    | in carica | Mario Mantovan           | Lista civica                                       | Sindaco                 |        |

### Gemellaggi
- Veranópolis, dal 2002